# Immeuble au 3, rue Sully de Nantes
L'immeuble, bâti au XVIIIe siècle, est situé au no 3 de la rue Sully et sur le cours Saint-André à Nantes, en France. L'immeuble a été inscrit au titre des monuments historiques en 1954. L'immeuble dans son entier, formé des no 2 et no 3 de la rue Sully, constitue la maison du Chapitre.

## Historique
Le bâtiment est inscrit au titre des monuments historiques par arrêté du 19 mars 1954.

## Architecture

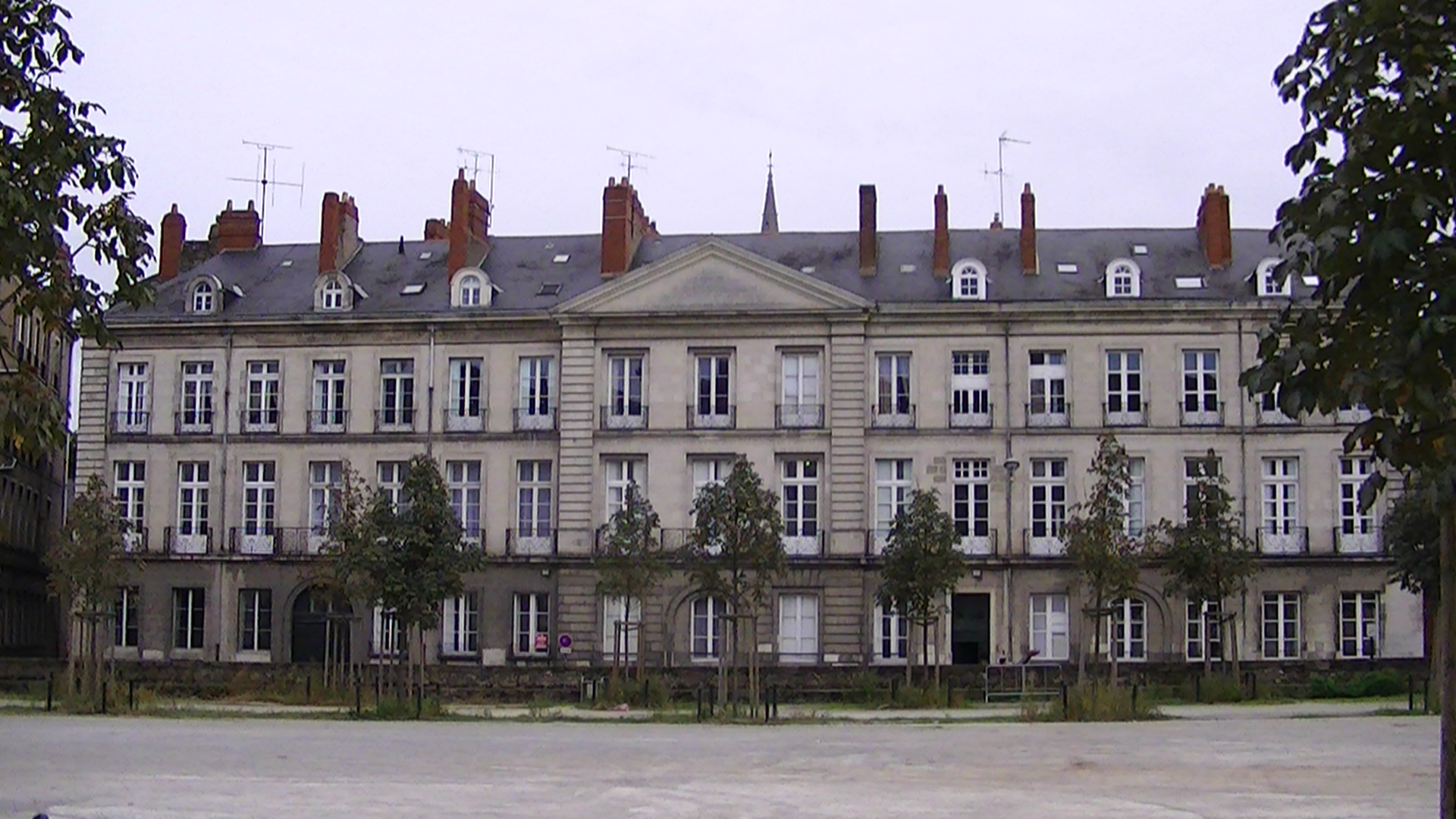
L'ancienne Maison du Chapitre